# 10 septembre
Pour les articles homonymes, voir Dix-Septembre.
10 août 10 octobre
Chronologies thématiques
- Croisades
- Ferroviaires
- Sports
- Disney
- Anarchisme
- Catholicisme

Abréviations / Voir aussi
- (° 1852) = né en 1852
- († 1885) = mort en 1885
- a.s. = calendrier julien
- n.s. = calendrier grégorien
- Calendrier
- Calendrier perpétuel
- Liste de calendriers
- Naissances du jour

Le 10 septembre est le 253e jour de l’année du calendrier grégorien, 254e lorsqu'elle est bissextile (il en reste ensuite 112).
C'était généralement l'équivalent du 24 fructidor du calendrier républicain français, officiellement dénommé jour du sorgho.

## Événements

### Iersiècleav. J.-C.
- (ou 14 septembre) -58 (voire -56) : le chef gallo-germain Arioviste repasse le Rhin à la nage, battu et blessé par les Romains, à l'issue d'une bataille (a posteriori entre Cernay et Wittelsheim en actuelle Alsace)[1].

### XVesiècle
- 1419 : assassinat de Jean sans Peur sur le pont de Montereau.

### XVIesiècle
- 1509 : séisme à Constantinople. Environ 5000 morts.
- 1547 : bataille de Pinkie Cleugh, victoire anglaise des troupes de Somerset, sur les forces armées écossaises.
- 1600 : prise du château de Charbonnières par les forces françaises du maréchal de Lesdiguières, face aux troupes du duc de Savoie.

### XVIIesiècle
- 1622 : grand martyre de Nagasaki, où cinquante-deux chrétiens - missionnaires et convertis - sont exécutés.
- 1627 : début du siège de La Rochelle, dirigé par Louis XIII et Richelieu, contre la ville protestante aux mains des Anglais.
- 1640 : Guerre des faucheurs : La Junta de Braços (États Généraux) de la principauté de Catalogne se réunit et commence à approuver une série de mesures révolutionnaires qui conduiront à l'établissement de la première République catalane.

### XVIIIesiècle
- 1721 : signature du traité de Nystad, mettant fin à la grande guerre du Nord. L'Estonie, la Livonie, l'Ingrie, et une grande partie de la Carélie, sont cédées à la Russie.
- 1793 : bataille de la Tannerie, pendant la Révolution haïtienne.
- 1795 : première bataille de La Croix-Avranchin, pendant la Chouannerie.
- 1797 : ouverture du congrès de Rastadt, où se rencontrent des ambassadeurs de la jeune République française et des États voisins.

### XIXesiècle
- 1813 : bataille du lac Érié (guerre anglo-américaine de 1812). Victoire américaine, les États-Unis prennent le contrôle du lac.
- 1857 : promulgation du Pacte fondamental en Tunisie.
- 1889 : Albert Ier devient prince de Monaco.
- 1897 : massacre de Lattimer, Pennsylvanie, États-Unis.
- 1898 : assassinat d'Élisabeth de Wittelsbach par Luigi Lucheni.

### XXesiècle
- 1919 : traité de Saint-Germain-en-Laye (Première Guerre mondiale), entre les Alliés et l'Autriche-Hongrie, laquelle, en signant ce traité, assure son démantèlement prochain.
- 1937 : ouverture de la conférence de Nyon, contre la piraterie internationale en mer Méditerranée.
- 1939 : le Canada entre en guerre contre le Troisième Reich.
- 1967 : 
  - référendum sur la souveraineté de Gibraltar, victoire électorale britannique.
  - Couronnement canonique l’icône de Notre-Dame de Gietrzwałd dans la Basilique de la Nativité par les cardinaux Stefan Wyszyński et Karol Wojtyła[2].
- 1974 : indépendance de la Guinée-Bissau.
- 1987 : proclamation de la république démocratique populaire d'Éthiopie.
- 2000 : opération Barras, en Sierra Leone.

### XXIesiècle
- 2002 : adhésion de la Suisse à l’O.N.U.
- 2012 : Hassan Sheikh Mohamoud est élu président de la Somalie.
- 2022 : dans la guerre russo-ukrainienne, une offensive éclair permet à l'armée ukrainienne de reprendre les villes d'Izioum et de Koupiansk aux Russes.
- 2024 : en Jordanie, les élections législatives ont lieu afin d'élire les 138 députés de la Chambre des représentants[3].

## Arts, culture et religion

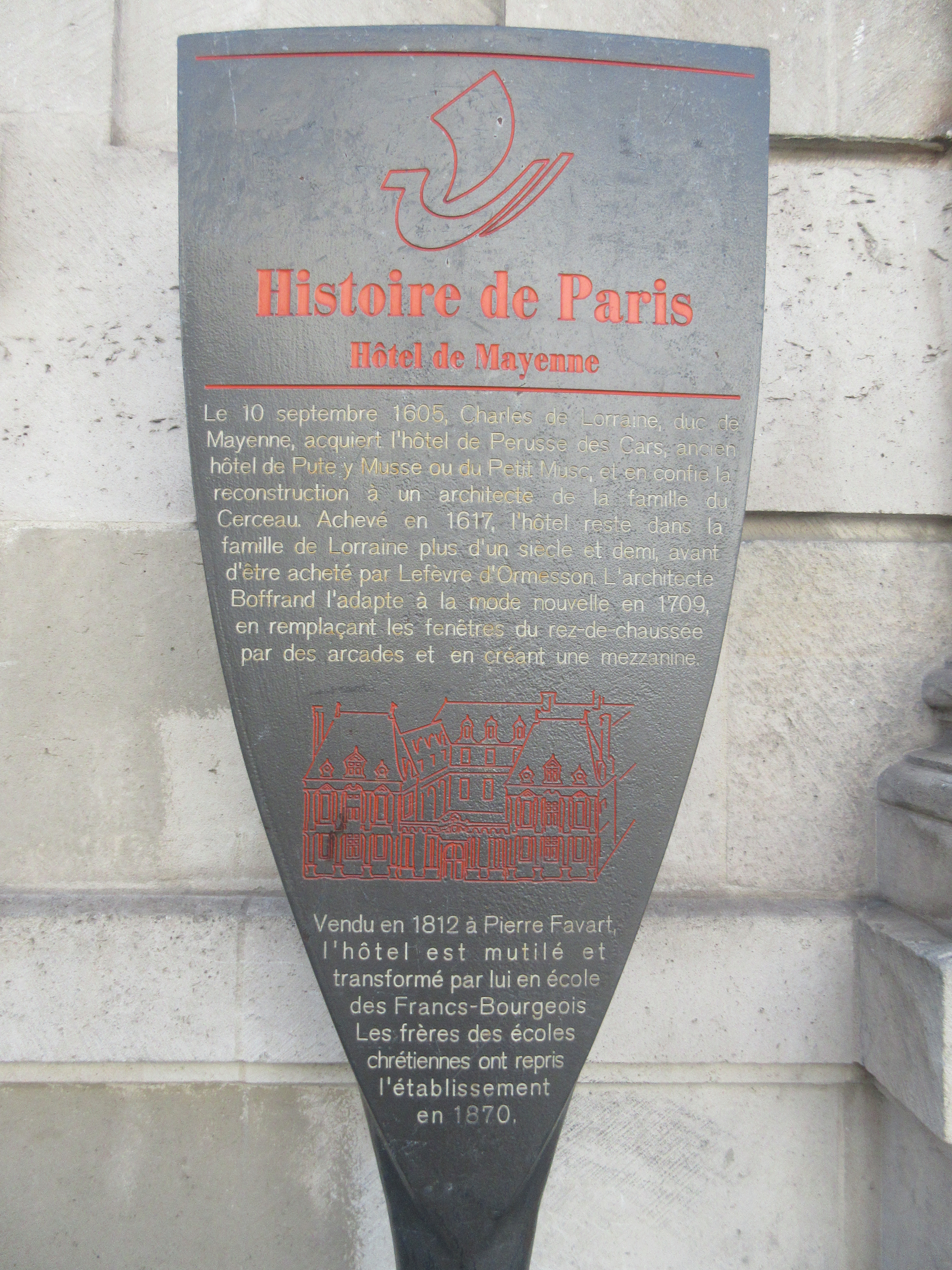
Panneau d'Histoire de Paris devant l'Hôtel de Mayenne rue Saint-Antoine dans le quartier du Marais

- 422 : élection du pape Célestin Ier.
- 1515 : Thomas Wolsey est créé cardinal.
- 1605 : acquisition de l'actuel Hôtel de Mayenne à Paris par son propriétaire d'alors.
- 1839 : la première pierre de la cathédrale du Christ-Sauveur de Moscou est posée.
- 1915 : lancement de l'hebdomadaire satirique français Le Canard enchaîné en pleine Première Guerre mondiale.
- 1985 : première parution de Dragon Ball.
- 1990 : consécration de la basilique Notre-Dame-de-la-Paix de Yamoussoukro, par le pape en titre Jean-Paul II.

## Sciences et techniques
- 1858 : 
  - George Mary Searle découvre (55) Pandore.
  - Hermann Mayer Salomon Goldschmidt découvre (54) Alexandra.
- 1984 : découverte par hasard du concept d'empreinte génétique par le généticien britannique le Dr Alec Jeffreys.
- 2008 : le grand collisionneur de hadrons du CERN est mis en fonction, en Suisse.
- 2015 : annonce de la découverte, en 2013, d'un nouveau chaînon humain possible, de l'évolution, l'homo naledi[4].
- 2020 : le CNRS décerne la médaille d'or à l'astrophysicienne Françoise Combes[5].

## Économie et société
- 1996 : l’ancien paquebot "France" rebaptisé "Norway" arrive de New York pour une escale au Havre son ancien port d'attache[6].
- 2012 : Jacqueline Sauvage tue son mari.
- 2023 :
  - en Libye, des inondations dues à la tempête Daniel font au moins 8 000 morts, 7 000 blessés et 10 000 disparus dans la ville de Derna, selon les autorités[7].
  - lors du sommet du G20 à Delhi, le Premier ministre indien, Narendra Modi, annonce que l'Union africaine a rejoint l'organisation, devenant son 21e membre[8].

## Naissances

### XVesiècle
- 1487 : Jules III (Giammaria Ciocchi del Monte dit), 221e pape, en fonction de 1550 à 1555 († 23 mars 1555).

### XVIesiècle
- 1588 : Nicholas Lanier, compositeur anglais († 24 février 1666).

### XVIIesiècle
- 1624 : Thomas Sydenham, physicien anglais († 29 décembre 1689).
- 1638 : Marie-Thérèse d'Autriche, épouse de Louis XIV († 30 juillet 1683).

### XVIIIesiècle
- 1775 : John Kidd, physicien, chimiste et géologue britannique († 7 septembre 1851).

### XIXesiècle
- 1839 : Charles Sanders Peirce, sémiologue américain († 19 avril 1914).
- 1855 : Robert Koldewey, architecte et archéologue allemand († 4 février 1925).
- 1857 : Alberto Agnetti, homme politique du royaume d'Italie († 27 mai 1927).
- 1872 : Vladimir Klavdievitch Arseniev (Владимир Клавдиевич Арсеньев), officier, explorateur et écrivain russe († 4 septembre 1930).
- 1874 : Jacques Delamain, ornithologue et écrivain français († 5 février 1953).
- 1885 : 
  - Dora Pejačević, compositrice croate († 5 mars 1923).
  - Carmine Gallone, réalisateur italien († 11 mars 1973).
- 1886 : H.D. (Hilda Doolittle dite), poétesse américaine († 27 septembre 1961).
- 1890 : 
  - Franz Werfel, poète, romancier et dramaturge autrichien († 26 août 1945).
  - Elsa Schiaparelli, créatrice de mode italienne († 13 novembre 1973).
- 1894 : Alexandre Dovjenko (Алекса́ндр Петро́вич Довже́нко), cinéaste soviétique († 23 novembre 1956).
- 1895 : Eberhard von Kurowski, "generalleutnant" allemand au sein des Heer et Wehrmacht, pendant la Seconde Guerre mondiale († 11 septembre 1957).
- 1896 : 
  - Adele Astaire, danseuse américaine, sœur de Fred Astaire († 25 janvier 1981).
  - Robert Taschereau, homme politique et juge québécois, juge en chef du Canada de 1963 à 1967 († 26 juillet 1970).
- 1897 : Georges Bataille, écrivain français († 8 juillet 1962).
- 1898 : 
  - Bessie Love (Juanita Horton dite), actrice américaine († 26 avril 1986).
  - Waldo Semon (en), inventeur américain († 26 mai 1999).
- 1899 : Joseph Rey, résistant et homme politique français, militant de la construction européenne et de la réconciliation franco-allemande († 26 juillet 1990).

### XXesiècle
- 1910 : Franz Hengsbach, cardinal allemand († 24 juin 1991).
- 1911 : Renée Simonot (Renée-Jeanne Deneuve dite Dorléac ou), actrice et doublure vocale française devenue centenaire, mère des sœurs Dorléac dont Catherine Deneuve († 11 juillet 2021).
- 1914 : Robert Wise, homme de cinéma américain († 14 septembre 2005).
- 1915 : Edmond O'Brien, acteur et réalisateur américain († 9 mai 1985).
- 1916 : André Morel, officier marinier, compagnon de la Libération († 17 septembre 1979).
- 1917 : Miguel Serrano, auteur chilien († 28 août 2009).
- 1923 : Uri Avnery (אורי אבנרי), journaliste et militant pacifiste israélien († 20 août 2018).
- 1924 : Ted Kluszewski (en), joueur de baseball professionnel américain († 29 mars 1988).
- 1925 : Hubert Hammerer, tireur sportif autrichien, champion olympique († 24 mars 2017).
- 1926 : William Louis Stern, botaniste américain, spécialiste de l'anatomie du bois († 1er novembre 2021).
- 1928 :
  - Roch Bolduc, avocat, haut fonctionnaire et homme politique québécois.
  - Inez Fischer-Credo, cavalière canadienne de dressage († 2 octobre 2016).
  - Michael Nolan, baron Nolan, pair et juge britannique († 22 janvier 2007).
  - Jean Vanier, travailleur social québécois († 7 mai 2019).
- 1929 : 
  - Michel Bélanger, économiste, haut fonctionnaire et banquier québécois († 1er décembre 1997).
  - Arnold Palmer, golfeur américain († 25 septembre 2016).
- 1930 : Liliana Segre, femme politique italienne rescapée de la Shoah, sénatrice à vie depuis 2018, militante de la mémoire de la Shoah.
- 1931 : Philip Baker Hall, acteur américain († 12 juin 2022).
- 1933 : 
  - Ievgueni Khrounov (Евгений Васильевич Хрунов), cosmonaute soviétique († 19 mai 2000).
  - Karl Lagerfeld, grand couturier, stylicien, photographe, réalisateur et éditeur allemand († 19 février 2019).
- 1934 : Roger Maris, joueur de baseball américain († 14 décembre 1985).
- 1935 : Mary Oliver, poétesse américaine († 17 janvier 2019).
- 1937 : Kwon Jeong-saeng, écrivain sud-coréen († 17 mai 2007).
- 1939 : Pierre Encrevé, linguiste et historien d'art français († 13 février 2019).
- 1940 : 
  - Roy Ayers, chanteur américain.
  - Buck Buchanan, joueur de football américain († 16 juillet 1992).
- 1941 :
  - René Coll, chef d'orchestre français († 15 janvier 2009).
  - Stephen Jay Gould, paléontologue américain († 20 mai 2002).
  - Christopher Hogwood, claveciniste et chef d'orchestre britannique († 24 septembre 2014).
  - Gunpei Yokoi (横井軍平), créateur de jeux vidéo japonais († 4 octobre 1997).
- 1942 : Danny Hutton (en), chanteur américano-irlandaise du groupe Three Dog Night.
- 1945 : 
  - José Feliciano, guitariste et chanteur américain.
  - Richard Michael Mullane, astronaute américain.
- 1946 :
  - Michèle Alliot-Marie, femme politique française, plusieurs fois ministre et députée, mairesse de Saint-Jean-de-Luz de 1995 à 2002, présidente du RPR de 1999 à 2002.
  - Jim Hines, athlète américain, champion olympique sur 100 m.
  - Patrick Norman, chanteur country québécois.
- 1948 :
  - Tony Gatlif (Michel Dahmani dit), homme de cinéma français d'origine gitano-algérienne.
  - Judy Geeson, actrice britannique.
  - Charles Simonyi, informaticien et homme d'affaires américain.
  - Margaret Trudeau, personnalité canadienne, femme de Pierre Elliott Trudeau et mère de Justin Trudeau, tous deux premiers ministres du Canada.
- 1949 : 
  - Barriemore Barlow, batteur et percussionniste britannique du groupe Jethro Tull.
  - Tony Proudfoot (en), joueur de football canadien dans la LCF († 30 décembre 2010).
- 1950 : Joe Perry (Anthony Joseph Perry dit), acteur et guitariste américain du groupe Aerosmith.
- 1952 : Victor « Vic » Toews, homme politique canadien, député et ministre.
- 1953 :
  - Mireille Dumas, journaliste et présentatrice de télévision française.
  - Amy Irving, actrice et chanteuse américaine.
- 1955 : 
  - Pat Mastelotto (Lee Patrick Mastelotto dit), batteur américain du groupe Mr. Mister.
  - Nicole Sarkis, karatékate française.
- 1956 : Érick Zonca, réalisateur et scénariste français.
- 1957 :
  - Paweł Huelle, écrivain polonais.
  - Andreï Makine (Андрей Сергеевич Макин), écrivain russe d'expression française.
- 1958 : Christopher « Chris » Columbus, cinéaste américain.
- 1960 :
  - Colin Firth, acteur britannique.
  - Tim Hunter, joueur de hockey sur glace canadien.
- 1961 : Dimitrie Popescu, rameur d'aviron roumain, champion olympique.
- 1963 : Randy Johnson, joueur de baseball américain.
- 1964 : Christine Cicot, judokate française.
- 1965 : Mona Mahmudnizhad, enseignante condamnée à mort pour sa religion († 18 juin 1983).
- 1966 : 
  - Joseph « Joe » Nieuwendyk, joueur de hockey sur glace canadien.
  - Anke von Seck, kayakiste allemande, triple championne olympique.
- 1968 :
  - Big Daddy Kane (Antonio Hardy dit), rappeur américain.
  - Guy Ritchie, cinéaste britannique.
- 1969 : Ménélik (Albert Tjamag dit), rappeur français.
- 1971 : 
  - Pantea Rahmani, peintre iranienne.
  - Yun Young-sook, archère sud-coréenne, championne olympique.
- 1972 : Ghada Shouaa, athlète syrienne spécialiste de l'heptathlon, championne olympique.
- 1973 : Mark Huizinga, judoka néerlandais, champion olympique.
- 1974 :
  - Cro Cop, kick-boxeur et free-fighteur croate.
  - Ryan Phillippe, acteur et producteur américain.
- 1976 :
  - Kim Joo-ryoung, actrice sud-coréenne.
  - Gustavo Kuerten, joueur de tennis brésilien.
- 1980 :
  - Shahin Najafi, chanteur, compositeur et guitariste iranien.
  - Mikey Way (Michael James Way dit), bassiste du groupe My Chemical Romance.
- 1981 : 
  - Steven Wallis, Youtubeur canadien.
  - Jay Williams, basketteur américain.
- 1983 :
  - Jérémy Toulalan, footballeur français.
  - Joey Votto, joueur de baseball canadien.
- 1984 : Alban Ivanov, acteur et humoriste français.
- 1985 : Laurent Koscielny, footballeur français.
- 1987 : Paul Goldschmidt, joueur de baseball professionnel américain.
- 1988 :
  - Coco Rocha (Mikhaila Rocha dite), mannequin canadienne.
  - Jordan Staal, joueur de hockey sur glace canadien.
- 1993 : Ruggero Pasquarelli, acteur et chanteur argentin.
- 1994 : MHD (Mohamed Sylla dit), chanteur français d'afro trap.
- 1998 : Anna Blinkova, joueuse de tennis russe.

## Décès

### VIIIesiècle
- 765 : Ja'far al-Sâdiq (أبو عبد الله جعفر بن محمد الصادق), sixième imâm chiite duodécimain (° 702).

### Xesiècle
- 954 : Louis IV d'Outremer, roi de France de 936 à 954 (° entre 920 et 921).

### XIIesiècle
- 1167 : Mathilde l'Emperesse, impératrice germanique, aspirante à la couronne d'Angleterre (° 7 février 1102).
- 1197 : Henri II de Champagne, comte de Champagne de 1181 à 1197 et roi de Jérusalem de 1192 à 1197 (° 29 juillet 1166).

### XIVesiècle
- 1327 : Cecco d'Ascoli (Francesco Stabili dit), poète et encyclopédiste italien, brûlé vif à Florence (° 1269).
- 1384 : Jeanne de Penthièvre, duchesse de Bretagne (° v. 1324).

### XVesiècle
- 1419 : Jean Ier dit « Jean sans Peur », duc de Bourgogne de 1405 à 1419 (° 28 mai 1371).
- 1482 : Frédéric III de Montefeltro, condottiere italien, duc d'Urbino de 1444 à 1482 (° 7 juin 1422).

### XVIesiècle
- 1578 : Pierre Lescot, architecte français (° vers 1510).
- 1585 : Florent de Bayne, capitaine hugenot.
- 1587 : Melchior Nering, éditeur, relieur, libraire polonais.

### XVIIesiècle
- 1622 : les martyrs de Nagasaki, 
  - Richard de Sainte-Anne, prêtre belge, brûlé vif à Nagasaki (° 1585),
  - Sébastien Kimura, religieux jésuite japonais, brûlé vif à Nagasaki (° 1565),
  - Charles Spinola, prêtre italien, brûlé vif à Nagasaki (° janvier 1565),
  - Inès Takeya (° v. 1587).
- 1649 : Pierre Goudouli, poète français d'expression occitane (° 1580).

### XVIIIesiècle
- 1800 : Johann David Schoepff, zoologiste, botaniste et médecin allemand (° 8 mars 1752).

### XIXesiècle
- 1859 : Thomas Nuttall, botaniste et ornithologue américain (° 5 janvier 1786).
- 1864 : Jean Ledóchowski, homme politique polonais (° 23 juin 1791).
- 1884 : George Bentham, botanique britannique (° 22 septembre 1800).
- 1886 : 
  - John Liptrot Hatton, compositeur et chanteur britannique (° 12 octobre 1809).
  - Paul Soleillet, explorateur français (° 29 avril 1842).
- 1889 : Charles III, prince de Monaco de 1856 à 1889 (° 8 décembre 1818).
- 1891 : Guillaume Van der Hecht, peintre paysagiste, lithographe et dessinateur belge (° 30 juin 1817).
- 1898 : Élisabeth de Wittelsbach dite « Sissi », impératrice d'Autriche (° 24 décembre 1837).

### XXesiècle
- 1915 : Charles-Eugène Boucher de Boucherville, homme politique canadien, Premier ministre du Québec de 1874 à 1878 et de 1891 à 1892 (° 4 mai 1822).
- 1931 : Salvatore Maranzano, mafieux sicilien (° 31 juillet 1868).
- 1935 : Huey Pierce Long, homme politique américain, gouverneur et sénateur de Louisiane de 1928 à 1932 (° 30 août 1893).
- 1940 : Joseph Parayre, homme politique français (° 9 novembre 1893).
- 1942 : Marie Dauguet, poétesse française (° 2 avril 1960).
- 1951 : Belén de Sárraga, journaliste et militante hispano-mexicaine (° 10 juillet 1874).
- 1956 : 
  - Clara Beranger, scénariste américaine (° 14 janvier 1886).
  - Robert Jules Trumpler, astronome helvético-américain (° 2 octobre 1886).
- 1961 : Leo Carrillo, acteur américain (° 6 août 1881).
- 1971 : Anna Maria Pierangeli, actrice italienne (° 19 juin 1932).
- 1975 :
  - George Thomson, physicien britannique, prix Nobel de physique en 1937 (° 3 mai 1892).
  - Hans Swarowsky, chef d'orchestre autrichien (° 16 septembre 1899).
- 1976 : Dalton Trumbo, romancier et scénariste américain (° 9 décembre 1905).
- 1977 : Hamida Djandoubi (حميدة جندوبي), civil tunisien, dernier condamné à subir la peine de mort en France (° 22 septembre 1949).
- 1979 : Agostinho Neto, chef d'État et poète angolais, président de la république populaire d'Angola de 1975 à 1979 (° 17 septembre 1922).
- 1983 : Félix Bloch, physicien suisse, prix Nobel de physique en 1952 (° 23 octobre 1905).
- 1986 : Dolores González Catarain alias Yoyes, première femme co-dirigeante de l'ETA, assassinée (° 14 mai 1954).
- 1991 :
  - Jack Crawford, joueur de tennis australien (° 22 mars 1908).
  - Michel Soutter, cinéaste suisse (° 2 juin 1932).
- 1994 : Charles Drake, acteur américain (° 2 octobre 1917).
- 1995 : Charles Denner, acteur français (° 28 mai 1926).
- 1996 : Joanne Dru, actrice américaine (° 31 janvier 1922).
- 1999 :
  - Michèle Fabien, femme de théâtre belge (° 1945).
  - Alfredo Kraus, ténor espagnol (° 24 septembre 1927).

### XXIesiècle
- 2005 : Michel Desrochers, animateur de radio et de télévision québécois (° 1945).
- 2006 : Taufaʻahau Tupou IV, Premier ministre de Tonga de 1949 à 1965 et roi de Tonga de 1965 à 2006 (° 4 juillet 1918).
- 2007 : Jane Wyman, actrice et réalisatrice américaine (° 5 janvier 1917).
- 2008 : 
  - Gérald Beaudoin, professeur de droit et sénateur québécois (° 15 avril 1929).
  - Vernon Handley, chef d'orchestre britannique (° 11 novembre 1930).
- 2011 : Cliff Robertson, acteur, réalisateur, scénariste et producteur américain (° 21 juin 1923).
- 2012 : 
  - Lucien Baumann, avocat et homme de lettres français (° 9 avril 1910).
  - Lance LeGault, acteur américain (° 2 mai 1935).
  - Norbert Marot, mari de l'affaire Jacqueline Sauvage (° 947).
  - Tadahiro Matsushita, homme politique japonais (° 9 février 1939).
  - John Moffatt, acteur britannique (° 24 septembre 1922).
  - Ernesto de la Peña, écrivain, linguiste et académicien mexicain (° 21 novembre 1927).
- 2013 : 
  - György Gurics, lutteur hongrois (° 27 janvier 1929).
  - Marcel Lanfranchi, footballeur français (° 11 janvier 1921).
  - Anne-Sylvie Mouzon, femme politique belge (° 10 mai 1956).
  - Josef Němec, boxeur tchèque (° 25 septembre 1933).
  - Kjell Sjöberg, sauteur à ski suédois (° 11 mai 1937).
  - Glen Skov, hockeyeur sur glace canadien (° 26 janvier 1931).
- 2014 : Richard Kiel, professeur de mathématiques puis acteur américain (° 13 septembre 1939).
- 2015 : Franco Interlenghi, acteur italien (° 29 octobre 1931).
- 2018 : Paul Virilio, essayiste et urbaniste français (° 4 janvier 1932).
- 2019 : 
  - Gregory Francis Thompson, homme politique canadien (° 28 mars 1947).
  - Albert Razin, activiste oudmourte (° 12 juin 1940).
- 2020 : Diana Rigg, actrice anglaise (° 20 juillet 1938).
- 2021 : 
  - Felix Alen, chef cuisinier belge (° 31 mars 1950).
  - Charles Konan Banny, économiste et homme d'État ivoirien (° 11 novembre 1942).
  - Michael Chapman, chanteur, compositeur et guitariste de folk britannique (° 24 janvier 1941).
  - Jack Egers, hockeyeur sur glace canadien (° 28 janvier 1949).
  - Concepción Ramírez, militante pacifiste autochtone guatémaltèque (° 8 mars 1942).
  - Jorge Sampaio, homme d'État portugais (° 18 septembre 1938).
  - Jón Sigurðsson, homme politique islandais (° 23 août 1946).
  - Gordon Spice, pilote automobile britannique (° 18 avril 1940).
  - Yacef Saâdi, écrivain, cinéaste, sénateur algérien (° 20 janvier 1928).
- 2022 : B. B. Lal (Braj Basi Lal ou ब्रज बासी लाल dit), archéologue indien (° 2 mai 2021).
- 2023 :
  - Evgueni Brajnik, chef d'orchestre soviétique puis russe (° 25 février 1945).
  - Hernán Carrasco Vivanco, entraîneur de football chilien (° 29 mars 1923).
  - Brendan Croker, musicien anglais (° 15 août 1953).
  - Hamidou Laanigri, militaire marocain (° 1939).
  - Hans Plenk, lugeur allemand (° 21 février 1938).
  - Nina Sutton, journaliste et écrivain française (° 13 avril 1945).
  - Hjalmar Torp, historien de l’art et archéologue norvégienne (° 14 avril 1924).
  - Ian Wilmut, embryologiste britannique (° 7 juillet 1944).
- 2024 :
  - Frankie Beverly, chanteur, producteur de disques et compositeur américain (° 6 décembre 1946).
  - Roberto Chale, footballeur péruvien (° 24 novembre 1946).
  - Ernesto Franco, écrivain italien (° 11 août 1956).
  - Jim Sasser, homme politique américain (° 30 septembre 1936).

## Célébrations
- Journée mondiale de la prévention du suicide[9].
- Chine et Hong Kong : 教师节 ou fête des enseignants[10].
- Gibraltar (Royaume-Uni) : fête nationale.
- Honduras : día del niño ou « journée de l'enfance »[11].

### Saints des Églises chrétiennes

#### Saints catholiques et orthodoxes
- Agabius († vers 438 ou 447) - ou « Agapius » ou « Agapitus » -, évêque de Novare dans le Piémont.
- Apelles (Ier siècle), apôtre évangélisateur de la région de Smyrne, disciple de saint Paul.
- Aubert d'Avranches († 725), ou « Aubert le Marqué » -, évêque d'Avranches en Normandie, fondateur du monastère du Mont-Saint-Michel.
- Émilien († après 374), premier évêque connu de Valence en Dauphiné.
- Eunuce (VIIIe siècle), évêque de Noyon.
- Némesien († v. 260), évêque.
- Némésion († 250), Martyr à Alexandrie.
- Paulin le Jeune († 437), Esclave chrétien des Vandales, mort martyr.
- Pulchérie († 453) - ou « Aelia Pulchéria » -, fille d'Arcadius et d'Eudoxie et sœur de Théodose II, Augusta et tutrice de ce dernier, lui succède comme impératrice d'Orient à sa mort.
- Salvy († 584), évêque d'Albi.
- Sosthène et Victor de Chalcédoine († v. 305), Martyrs
- Théodard († 670), Évêque.

#### Saints ou bienheureux catholiques
- Ambroise Barlow († 1641) - ou « Ambrose Edward Barlow » -, prêtre bénédictin, un des quarante martyrs d'Angleterre et du pays de Galles.
- Barsauma († 1317) - ou « Bar Sauma » (signifiant « Le Jeûneur ») ou « Barsoma » - dit aussi « le Nu », ascète copte.
- Charles Spinola († 1622), bienheureux prêtre jésuite avec ses compagnons martyrs à Nagasaki, au Japon.
- Iñes Takeya et son époux Côme Takeya Sozaburō († 1622), bienheureux, martyrs à Nagasaki, avec le groupe appelé « Grand martyre de Nagasaki ».
- Jacques Gagnot († 1794) - ou « père Hubert de Saint-Claude » -, prêtre carme déporté aux Pontons de Rochefort sous la Révolution française.
- Nicolas de Tolentino († 1305), moine de l'ordre des Ermites de Saint Augustin.
- Ogier († 1214), Abbé de Locedio en Italie[14].
- Pierre Martinez († v. 1000), Moine bénédictin devenu évêque.
- Richard de Sainte-Anne († 1622), bienheureux prêtre franciscain avec ses compagnons martyrs à Nagasaki, au Japon.
- Sébastien Kimura († 1622), bienheureux prêtre jésuite avec ses compagnons martyrs à Nagasaki, au Japon.
- Serlon de Savigny († 1158), Abbé et bienheureux.

#### Saints orthodoxes
- Joasaph de Kubensk († 1462), prince russe devenu ascète.

### Prénoms
Bonne fête aux Inès, Iñes, Ignes, Ignès, Ines, Inés, Inez.
Et aussi aux :
- Aubert,
- aux Ogier[réf. souhaitée],
- Pulchérie,
- Salvy, Sauvy[réf. souhaitée].

## Traditions et superstitions

### Dicton du jour
- « À la sainte-Inès, travaille sans cesse. »

### Astrologie
- Signe du zodiaque : dix-neuvième jour du signe astrologique de la Vierge.

## Toponymie
- Plusieurs voies, places, sites ou édifices de pays ou provinces francophones contiennent la date du jour dans leur nom sous diverses graphies possibles : voir Dix-Septembre.